# Logica informale
La logica informale comprende i principi della logica e del pensiero logico al di fuori di un contesto formale.  Johnson e Blair definiscono la logica informale come "una branca della logica il cui compito è sviluppare standard, criteri, procedure non formali per l'analisi, l'interpretazione, la valutazione, la critica e la costruzione dell'argomentazione".
La logica informale è associata agli errori informali, al pensiero critico, al movimento delle capacità di pensiero e all'indagine interdisciplinare nota come teoria dell'argomentazione. Frans H. van Eemeren scrive che l'etichetta "logica informale" copre una "raccolta di approcci normativi allo studio del ragionamento nel linguaggio ordinario che rimangono più vicini alla pratica dell'argomentazione che alla logica formale".
La logica informale come impresa distinta sotto questo nome è emersa all'incirca alla fine degli anni '70. La rivista accademica "Informal Logic" è stata fondata in Canada nel 1978 appositamente per lo studio del campo. La denominazione del campo è stata preceduta dalla comparsa di una serie di libri di testo che rifiutavano l'approccio simbolico alla logica per motivi pedagogici.